# Грабовка (Гомельський район)
Грабовка (біл. Грабаўка) — селище в Гомельському районі Гомельської області Білорусі. Центр Грабовської сільської ради.

## Географія

### Розташування
У 25 км на південний схід від Гомеля і в 5 км від залізничної станції Терюха на лінії Гомель — Чернігів.

## Гідрографія
На річці Грабівка (притока річки Терюха).

## Транспортна мережа
У селі Грабовка станом на 2004 рік є 505 житлових будинків. Планування складається з 2 частин на різних берегах річки Грабовка. Житлові будинки переважно дерев'яні садибного типу. У 1991 — 1992 роках побудовано 60 цегельних будинків в яких були розміщені переселенці із забруднених сіл після аварії на Чорнобильській АЕС.

### Вулиці
- вул. 8 Березня;
- вул. Гагаріна;
- вул. Зелена;
- вул. Леніна;
- вул. Миру;
- вул. Московська;
- вул. Приозерна;
- вул. Садова;
- вул. Радгоспна.

## Історія

### У складі Великого князівства Литовського
Згідно з письмовими джерелами село Грабовка відоме з XVIII століття як слобода в Речицькому повіті Мінського воєводства Великого князівства Литовського. Основну частину жителів складали старовіри, які втекли з Російської імперії.

### У складі Російської імперії
Після Першого поділу Речі Посполитої (1772) в складі Російської імперії. У 1784 році військові загони на чолі з генералом Масловим вислали зі слободи в Сибір усіх старовірів. Село належало графам Рум'янцевим, а після князю Івану Федоровичу Паскевич. У 1854 році господарем фільварку був польський поміщик Фащ. З 1856 року діяло народне училище, з 1857 року — хлібо-запасний магазин. У другій половині XIX століття в селі було закладено парк (Грабовський парк), на західній околиці якого знаходився курган. Садово-парковий ансамбль охоплює і штучну водойму Панське озеро (Грабовське озеро). З 1877 року діяла олійниця, в 1879 році побудована дерев'яна Вознесенська церква. У 1886 році працювали 2 вітряні та водяні млини. У 1897 році в Носовицькій волості Гомельського повіту Могильовської губернії. У 1909 році — школа зі 112 учнями, церква, костел, винна лавка, млин.

### У складі БРСР (СРСР)
З 1926 року діяла сільськогосподарська артіль «Маяк».
У 1930 році організований колгосп «8 Березня». Працювала цегляна майстерня, водяний і вітряний млини, кузня.
Під час німецько-радянської війни у вересні 1943 року німецькі окупанти спалили 308 дворів і вбили 13 жителів. На фронтах і в партизанській боротьбі загинули 129 жителів села. Грабівка була звільнена 28 вересня 1943 року.
Центр радгоспу «Зоря». Розміщуються цегляний завод, лісництво, швейне виробництво, середня школа (в 1996 році побудовано нове приміщення), Будинок культури, бібліотека, амбулаторія, відділення зв'язку, їдальня, 5 магазинів.

### У складі Республіки Білорусь
Станом на 2021 рік село Грабовка є адміністративним центром Грабовської сільської ради Гомельського району.

## Населення

### Чисельність
- 2004 — 505 дворів, 824 жителі.

## Пам'ятки
На згадку про жителів села, які загинули під час німецько-радянської війни, біля однієї зі шкіл в 1970 році встановлено обеліск. Після розпаду СРСР будівлю школи було віддано церкві, а поруч побудований дитячий садок.
Також у Грабовці знаходиться мальовничий парк зі ставком біля зруйнованого маєтку дворянського роду Фащ, які володіли селом до 1917 року.

## Відомі уродженці
- К. Ю. Кононович — вчений в галузі санітарії та епідеміології.